# 노아의 방주

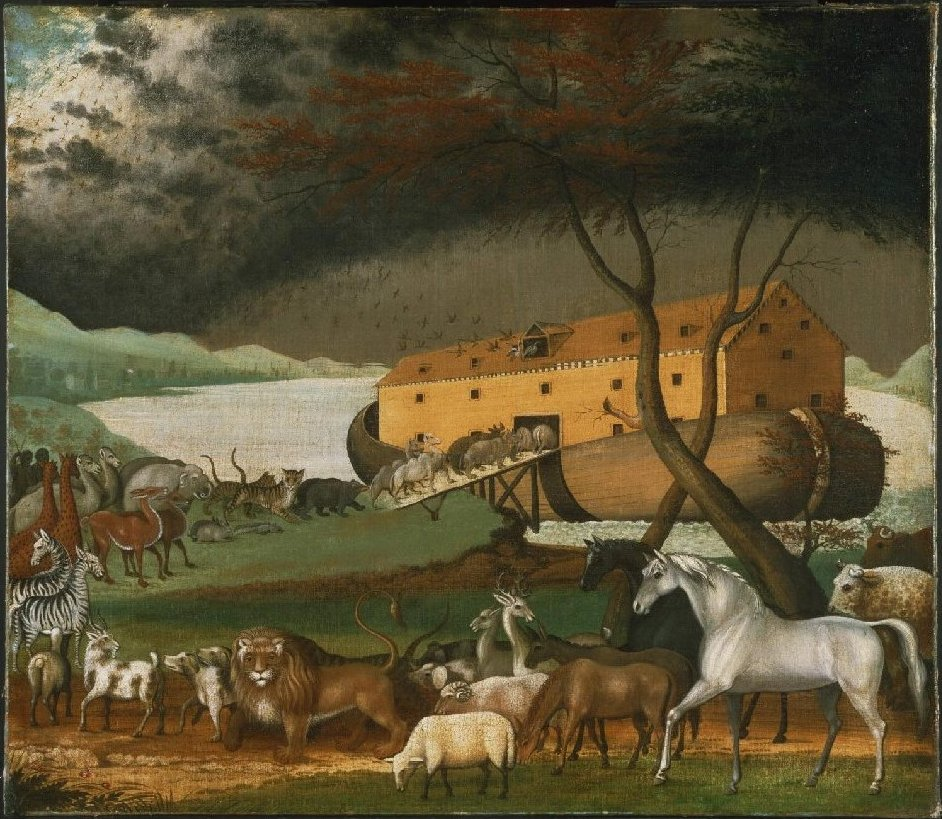
<노아의 방주> (1846). 미국의 민속 화가 에드우드 힉스 작.

노아의 방주(영어: Noah's Ark; 히브리어: תיבת נח 테이바트 노아흐, -方舟)는 구약성경 중 창세기 홍수 이야기에 등장하는 배의 일종이다. 직육면체 모양에 문이 옆에 있고, 뚜껑이 위에 달린 물에 뜨는 구조물이다. 방주라고 흔히 부르지만 선박모양이 아닌 직육면체이고, 운항 방향을 정할 노와 방향타 같은 장치도 없으며, 단순히 3층으로 각방들이 들어있는 구조물이다. 노아와 관련된 일련의 이야기 속에 등장하기 때문에 '노아의 방주'로 통칭한다.
창세기에는 인류 창조 이후 인류의 선조들이 나날이 포악해지므로 신이 홍수를 내려서 인류를 멸망시키려 하였다는 이야기를 전한다. 다만 이때 의로운 사람, 즉 신의 길을 따르는 사람인 노아와 그 가족만이 심판에서 면하게 되었다고 한다. 노아의 방주는 노아와 그의 가족, 그리고 모든 동물 종의 한 쌍을 전 지구적 대홍수로부터 구원하기 위해 준비한 배이다.
주로 기독교 전승의 이해가 널리 알려져 있으나, 히브리 경전을 수용하는 종교들인 유대교, 이슬람교, 만다야교에서는 독자적인 본문 이해와 전승의 이해를 지닌다. 당시 창세기가 집대성된 메소포타미아 근방에서도 전 생명을 파괴하는 전 지구적 대홍수 신화가 전해졌다. 기원전 20~16세기, 곧 구(舊) 바빌로니아 제국 시기에 작성된 길가메시 서사시에 등장하는 우트나피쉬팀의 이야기와 유사하여 그 원본으로 추정된다. 꾸란에도 변형된 형태로 반복된다. 이슬람 경전에서 방주는 사피나트 누흐(아랍어: سَفِينَةُ نُوحٍ, "노아의 배") 또는 알풀크(아랍어: الفُلْك)로 언급된다.
플라비우스 요세푸스와 같은 유대 역사가들은 실제로 노아의 방주가 존재했다고 믿었다. 방주를 찾으려는 시도는 적어도 에우세비우스(약 275–339년)의 시기부터 있었으며, 현대에도 이를 신앙적으로 믿는 이들에 의해 여전히 탐색이 이루어지고 있다. 그러나 지금까지 방주의 존재를 입증하는 과학적 증거는 발견된 바 없으며, 전 지구적 홍수의 과학적 근거 역시 존재하지 않는다. 일각에서는 중동 지역에서 실제로 발생한 국지적 홍수 사건이 구전 전승 및 후대의 문헌 서술에 영감을 주었을 가능성도 제기된다. 예를 들어, 페르시아만 홍수설 또는 약 7,500년 전의 흑해홍수설 등이 역사적 계기로 제안되어 왔다.
노아와 그의 아들들은 아담과 하와처럼 인류의 새로운 조상으로 해석되어지기도 하는데, 홍수 이야기의 역사성을 떠나서 과학적 관점에서는 현대인(호모 사피엔스)은 약 30만 년 전에 지구에 처음 등장했으며, 네안데르탈인과 데니소바인과 같이 현대인과 교배한 인류 종들과 현대인의 공통 조상인 호모 에렉투스는 약 200만 년 전에 등장했다.

## 명칭
노아의 방주는 히브리 성경에서 아무런 이름이나 명칭도 없이 단지 "네모 상자" 모양을 통칭하는 히브리어 단어 "테바"(תֵּבָה)라고 불렀다. 히브리성경의 주요 헬라어 번역본으로 초대 기독교에서부터 활용하였던 칠십인역(셉투아진트)에는 히브리어 "테바"처럼 법궤, 갈대상자 의미하는 사물에 모두 '네모 상자'를 의미하는 "키보토스"(κιβωτός)로 번역하였다. 이후 5세기 경 로마교회에서 헬라어 성경전서를 라틴어로 번역하면서 헬라어 "키보토스"와 유사한 상자, 돈궤, 궤, 관 등을 의미하는 "아르카"(arca)로 번역하였다.
그러나 이후 라틴어 영향을 받은 유럽 언어에서 "아르카"는 '네모 상자'만이 아니라 점차 선박을 의미하는 단어로 의미가 바뀌었다. 주요 서유럽 언어인 스페인어와 영어, 프랑스어, 독일어에서 스페인어 상자, 궤를 의미하는 "아르카"(arca)를 제외하고, 영어의 "아크"(ark)나 프랑스어 "아르쉐"(arche) 와 독일어 "아르헤"(Arche) 등은 네모 상자도 의미하지만, 선박도 의미하는 단어가 되었다.
노아의 방주를 칭하는 히브리어 단어는 "테바"로 직육면체 상자를 통칭하는 단어이다. 히브리성경에서 이 단어는 성궤와 아기였던 모세를 담아 나일강에 띄어보냈던 역청과 송진을 발랐던 왕골상자에도 사용했다.
히브리어 "테바"(תֵּבָה)를 번역한 "방주"는 한국어로 '네모진 배'를 의미한다. 방주는 선박의 종류이므로 돛이나 노, 조타장치 등을 갖추지만, 히브리 성경에 따르면 노아의 방주는 이와 다르게 아무런 장치 없이 물에 뜨는 커다란 '직육면체 상자'(테바, תֵּבָה)이다. 그리고 크기는 히브리인들이 광야에서 활용한 성막의 아홉 배로 노아의 방주는 성막과 밀접한 관련이 있다.

## 묘사
방주의 구조와 홍수의 기간은 유대교의 성전과 그 예배 체계를 암시한다. 노아는 신의 지시(창세기 6:14–16)를 받아 직육면체의 형태로 고페르나무(잣나무)로 길이 300규빗(약 135m), 폭 50 규빗(약 22.5m), 높이 30 규빗(약 13.5m)으로 방주를 제작했다. 이는 숫자 60을 중심으로 한 수비학적 서술로 설명하기도 한다. 방수를 위해 안쪽에는 역청을 칠하여 굳혔다고 기록하고 있다.
방주의 세 내부 구획은 고대 이스라엘인들이 상상한 삼층 우주 구조, 즉 하늘, 땅, 저승을 반영하는 것으로 해석된다. 각 갑판의 높이는 예루살렘 성전과 동일한데, 성전은 그 자체로 우주의 소우주적 모델로 간주된다. 또한, 각 갑판은 성막 뜰의 면적의 세 배에 해당하며, 이로 인해 방주와 성막이 인류 생존을 위한 공간이라는 유사한 목적을 갖는다고 보는 해석도 제시된다. 방주에는 측면의 문이 하나 있고, 6장 16절에 언급되는 '초할'(히브리어: צֹהַר)이라 불리는 구조물이 있는데 하팍스 레고메나로써 그 의미가 불명확하나 채광창 등으로 해석된다.
방주의 재료인 고페르(히브리어: גֹּפֶר) 나무의 고페르 역시 성경 전체에서 이 한 곳에만 등장하는 하팍스 레고메나로, 아카드어 ‘구프루’에서 빌려온 외래어로 추정된다. 방주의 내부는 ‘킨님’(קִנִּים)으로 구획되는데, 이 단어는 성경 다른 곳에서는 항상 ‘새의 둥지’를 가리키므로, 일부 학자들은 이것이 ‘카님’(קַנִּים), 즉 갈대를 잘못 적은 것으로 보고 수정하여 번역하기도 한다. 완성된 방주는 ‘코페르’(כֹּפֶר)로 발라지는데, 이는 역청 또는 아스팔트를 뜻한다. 히브리어에서 ‘코페르’와 ‘카파르타’는 어근상 밀접하게 연관되어 있으며, 이 ‘코페르’ 역시 아카드어 ‘쿠프루’에서 유래한 역청을 의미하는 차용어로 여겨진다.

## 내용

### 노아 가족과 구별된 생명체
노아는 하나님의 명령에 따라 방주를 만들고 가족과 정결한 짐승 암수 일곱 마리씩, 부정한 짐승 암수 한 마리씩(혹은 두 마리씩, 창세기에는 2개의 내용을 병행으로 기록하였음), 그리고 새 암수 일곱 마리씩을 싣고 밀어닥친 홍수를 피하였다. 모든 사람들이 타락한 생활에 빠져 있어 하나님이 홍수로 심판하려 할 때 홀로 바르게 살던 노아는 하나님의 특별한 계시로 홍수가 올 것을 미리 알게 된다. 그는 길이 300 규빗, 너비 50 규빗, 높이 30 규빗, 상 ·중 ·하 3층으로 된 방주를 만들어 8명의 가족과, 한 쌍씩의 여러 동물을 데리고 이 방주에 들어간다. 대홍수를 만나 모든 생물(물고기 제외)이 전멸하고 말았지만, 이 방주에 들어갔던 노아의 가족과 동물들은 살아 남았다고 한다.

### 관련 사항

#### 중동의 서사시와 설화

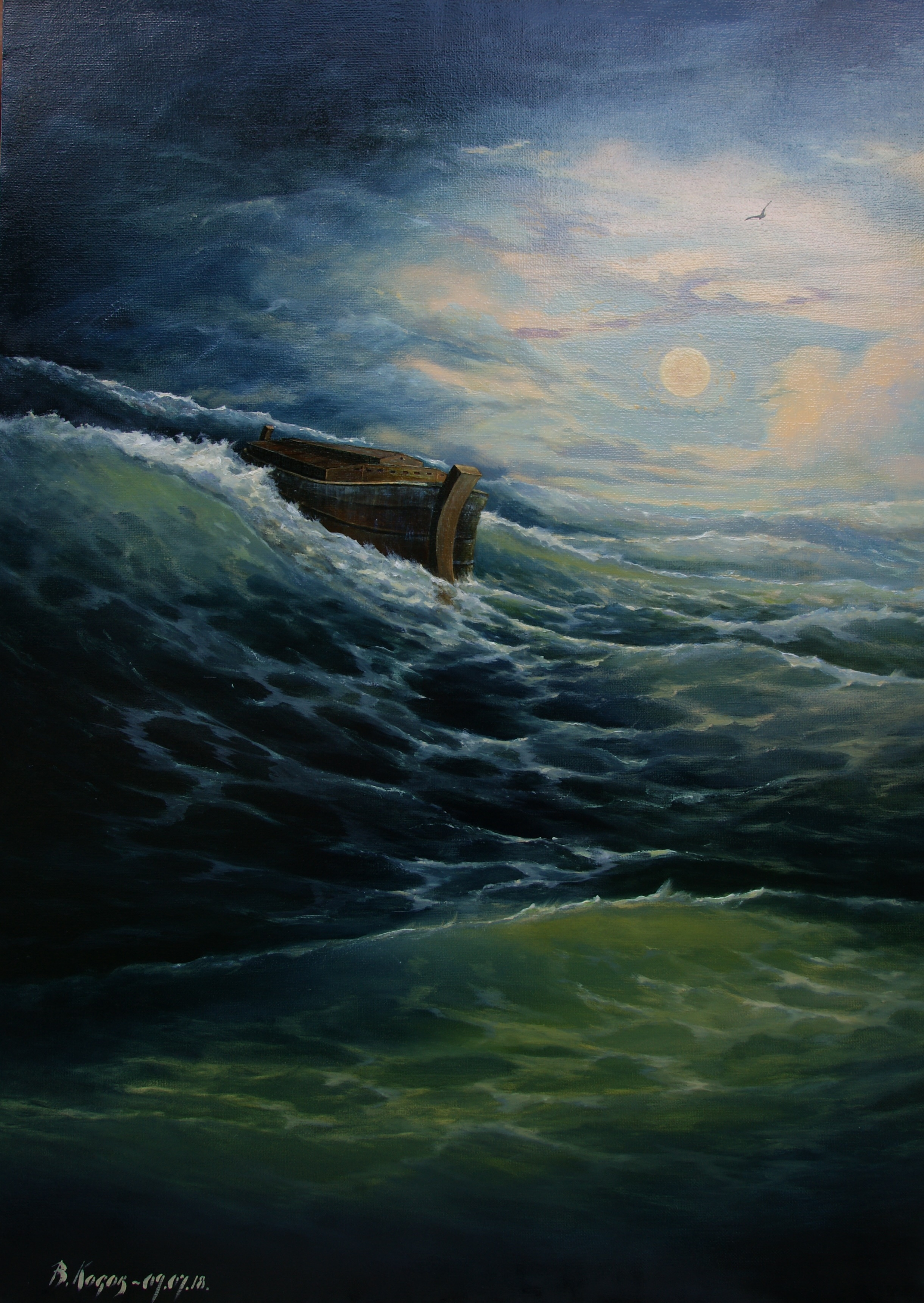
노아의 방주. 세계적인 홍수.

중동 지역의 고전 서사시인 길가메시 서사시에서는 노아의 방주 이야기와 비슷한 홍수가 등장한다. 홍수의 기간으로 상정된 기간은 성경에서 이야기하는 것과 비슷하며, 방주의 형태나 특정 인물에 대한 선택등 비슷한 부분이 상당히 많다. 이 이외에도 아트라하시스 서사시(기원전 1600년경)에서 창세기 홍수 장면과 매우 유사하다. 수메르 판본에서도 비슷한 홍수 설화가 등장한다. 라스 시므로 문헌(기원전 1400년경)에서도 길가메쉬 서사시보다 더 오래된 홍수 설화가 나타난다. 이들 설화도 전환점의 시기로 홍수를 묘사하였으며, 노아의 홍수 이야기는 중동 지역에서 히브리 경전의 기록시 영향을 주었다고 본다.

#### 세계의 홍수설화
세계 각지의 설화 중에는 노아의 홍수 설화와 유사한 홍수 설화들이 있다. 아프리카, 아시아, 유럽에도 홍수와 관련된 설화들이 등장하며, 성경에 등장하는 노아의 대홍수와 마찬가지로 이러한 홍수도 역시 심판이나 죄의 결과의 상징으로 활용된다.

## 종교별 이해

### 기독교
방주와 관련된 인물인 창세기의 노아(נח)는 히브리어로 안식, 평안이라는 뜻이다. 흔히 노아의 방주와 관련하여 신앙적인 상식으로 노아는 신앙의 모범, 대홍수는 하나님의 심판을 상징한다고 여긴다. 초대교회 이래 기독교 예술 소재로 활용된다. 신학자들에 따르면, 길가메쉬 서사시와 성경의 창세기, 즉 홍수와 주인공을 비롯한 많은 설정들이 일치하나, 구약성경의 기록은 다른 설화와 차별적으로 갈등과 싸움을 통한 권력이 중심이 아니라 물을 통한 심판과 정의에 대해 다룬다. 방주는 이 심판과 정의의 언약 과정을 이해하는 매개로 이해한다.

#### 기독교계의 신학적 의미
현대 주류 기독교계인 개신교, 천주교, 정교회의 구약성서신학의 정론에서는 창세기의 1-11장까지 이른 구약성경의 세계관과 세계를 이해하는 방식을 보여주는 창세기 전반부의 중요한 전환점이 되는 설화형태의 신학적 사건의 기록이다. 노아와 그 방주는 하나님의 구원의 과정과 사회악에 대한 기독교적 관점의 이해를 돕는 역할을 하며, 방주는 단순한 선박이 아니라 죄로 가득 찬 세상에서 하나님의 정의를 따르는 이들을 보호하는 하나님의 활동에 대한 히브리 정경 시대의 신학적 이해로 봐야 한다.
현대 주류 기독교계인 개신교, 천주교, 정교회의 구약성서신학의 정론에서 노아의 방주는 창세기의 1-11장에 이르는 구약성경의 세계관과 세계를 이해하는 방식을 보여주는 것으로, 창세기 전반부의 중요한 전환점이 되는 신학적 사건에 대한 설화 형태의 기록이다. 노아의 방주는 하나님의 구원의 과정과 사회악에 대한 기독교적 관점의 이해를 돕는 역할을 하며, 방주는 단순한 선박이 아니라 죄로 가득 찬 세상에서 하나님의 정의를 따르는 이들을 보호하는 하나님의 활동에 대한 히브리 정경 시대의 신학적 이해이자 비유적 표현으로 봐야 한다.
주류 신학과 다르게, 축자영감설을 따르는 근본주의는 과거 전통 성서신학계에서 제7일 안식교의 사이비과학인 창조과학을 바탕으로 노아의 방주를 비유적 표현이 아니라 과학적 사건이라 주장한다. 이를 현재의 기독교 근본주의자가 받아들여 축자영감설에 따라 노아의 방주를 과학적 사건이라 주장하며, 근대 과학적 증명 방법을 고대 문헌인 성경에 잘못 대입하여 결론을 도출하고자 한다.
노아의 방주 해석은 성경의 해석 방법에 따라 다양하게 이루어진다. 하지만 개신교, 천주교, 정교회 등 대부분의 기독교에서는 노아의 방주를 비유적 표현이자 신학적인 진리의 의미로 받아들이며, 근대적 실험을 바탕으로 하는 과학적 진리 진술이 아닌 신앙적 체험을 묘사한 종교적 진리 진술로 가치를 지닌다고 판단한다. 따라서 신학적으로 노아의 방주 자체의 의미는 기독교 신앙에 있어서 매우 중요한 사건이고, 이를 과학적 사건이 아니라 비유적 표현으로 바라봐야 한다는 것이 주류 학계의 의견이다.

#### 성서신학적 해석
주류 구약성서신학의 입장에서 노아의 방주 사건은 홍수를 세계사적 위대한 전환점으로 보고, 방주만이 아니라 방주를 만드는 과정의 제사, 방주에 오르는 과정, 홍수, 정착의 감사 제사의 과정 중의 중요한 하나님의 길을 따르는 인간의 활동과 그 구원의 매개로 본다.
방주로 번역하는 단어인 테바(תֵּבָה)는 선박을 의미하는 단어가 아니며, 출애굽기 아기 모세를 강에서 살린 상자 바구니(테바)와 같은 단어로 물에서 사람이 들어가서 살아남을 수 있는 직육면체 상자를 의미한다. 성경 본문에서 방주 건조 기록은 매우 제한적이고, 간략하게 기술되었다. 방주는 모세를 살린 상자처럼 사람에 의해 움직이는 것이 아니라 하나님이 원하시는 대로 조종하는 것이라고 이해한다.
방주의 크기는 길이는 300 규빗, 너비는 50규빗, 높이는 30규빗으로 거대한 선박보다 크다. 구약성경의 오경에서 성막과 방주만이 정확한 크기가 나오는 구조물이다. 그리고 이동을 목적으로 하는 구조물이다. 성막의 길이 100규빗, 너비 50규빗, 높이 10규빗에 비교하여 방주는 길이와 높이가 3배씩 큰 구조물이며, 3층으로 이뤄졌다는 기록에 따라서 방주는 성막의 9배 크기의 이동하는 직육면체의 구조물이다. 방주의 크기로 방주가 성막과 매우 긴밀한 관계를 지니는 구조물이며 출애굽기의 성막과 처한 상황 이해도 이 맥락에서 접근 가능하다.
방주는 노아의 순종이 새로운 세계 질서와 창조질서의 회복을 의미하며, 방주에 들어가는 것을 창세기에서는 축제를 알리는 어조로 동물들이 승선할 때 이름을 호명하는 승선의 기쁨을 알린다. 노아와 하나님의 언약의 특별한 관계에 중요한 구조물이다. 하나님이 명령하였고, 노아는 그 명령을 따라 방주를 건조하였다. 이 과정에서 노아와 하나님의 언약은 이뤄진다. 따라서 방주는 하나님이 주는 명령을 따른 노아가 따라 구원을 얻고, 보증 받는 과정의 중심에 있다. 하나님과 인간의 구원과 언약 관계를 형성하고 이해하는 과정이다.

#### 근본주의적 해석
고대사회에서는, 현대의 의식과 성경 연구 및 분석 방법이 없었으므로 성경을 신학적 진술 서적이 아닌 역사 서적으로 인지하였고, 노아의 방주를 역사상의 기록으로 보았다. 이는 근본주의적 성향의 제칠일안식교에서 비롯된 의사 과학의 한 종류인 유사지질학인 홍수지질학에 영향을 주었으며, 과거 근본주의 신학 교회에서는 이러한 해석을 받아들여 역사와 사회적인 모든 부분에 성경을 과학 교과서로 채택할 것을 촉구했다. 이러한 홍수지질학을 주장했던 유사지질학자들은 성경에 나오는 노아의 홍수가 어딘가에 그 흔적이 남아 있을것이라고 주장하며 노아의 방주를 찾기 위한 노력을 했으나 실패하였다. 이들은 같은 메소포타미아 지방의 신화와 길가메쉬 서사시등의 신화를 들어서 이를 근거라고 주장하기도 했다. 그러나 이러한 근본주의적 시각은 성서신학의 연구가 진행되며 기각되었다. 홍수지질학은 유사과학으로서만 주장된다. 이러한 근본주의적 해석은 현대 성서신학 연구와 성경 해석에 포함되지 않으나, 미국의 남침례교로 대표되는 일부 극보수주의 계열에서는 아직도 이를 수용한다.

### 이슬람교
노아의 선지자적인 면을 나타내고 있다고 이야기하고 있다고 한다. 이슬람교에서는 노아를 예수와 마호메트 더불어 선지자중 한명으로 본다고 이야기하고 있다.

### 유대교
유대교에서는 일반적으로 노아의 홍수에 대한 해석은 거의 기독교와 같다. 다만 "선택받은 민족"이라는 점에 조금더 초점을 맞춘다고 한다.

### 현대 종교학적 이해
노아의 방주가 실존하지 않음이 공인됨으로써, 그것이 가지는 의미에 집중하는 방향으로 신학이 발달함에 따라 노아의 홍수에 대한 존재론적 논쟁은 무의미하며 아브라함계 종교의 형성 이전부터 고대 근동 지역에 흔하게 전해져 오던 홍수 설화에 빗대어 불의한 이들에 대해 신이 내리는 재앙과 의로운 자들의 생존으로 다시 시작되는 역사를 설명하기 위한 아브라함계 종교의 이야기 방식으로 보는 해석이 존재한다.
(6,9-7,6) 큰 강들이 일정한 기간을 두고 넘쳐흐르는 데서 영감을 받은 홍수 이야기는 옛 중동 문화에서 흔히 볼 수 있는 전형적인 이야기다. 성경 저자들은 그런 홍수 이야기를 이용하여, 홍수로 말미암아 인류가 원초적인 혼돈으로 돌아가고 만다는 상징적인 뜻을 표현하려고 했다(창세 1,6-30을 6,17 및 7,18-24와 비교하라). 그러나 역사 속에서 일어나는 홍수는 무엇인가? 이 홍수는 사람과 국가의 이기주의와 교만이 낳는 재앙과 같은 사건들, 자연 및 인간세계를 혼돈으로 몰아넣는 지독한 형태의 사건들을 가리킨다. 이 본문에서는 또한 정의로운 사람들을 감싸 지켜 준다. 정의로운 사람들은 그런 재앙을 가려낼 줄 알고 살아남아서 생명을 보존하기 위한 태도를 취할 줄 안다. 역사가 계속되는 것은 정의로운 사람들을 통해서다.

(7,6-24) 이 본문은 되풀이되는 내용이다. 왜냐하면 홍수에 관한 서로 다른 시대들의 두 전승을 뒤섞어놓고 있기 때문이다. 이 대목을 창세 1,1-10과 비교해 보면, 홍수가 원초적인 혼돈으로 돌아감을 뜻한다는 것을 알 수 있다. 인류가 자기 자신 안에 있는 하나님의 형상을 깨뜨릴 때, 그 결과는 창조된 세계 전체를 허무는 것이 된다. 하나님의 영광이 아니라, 자기 자신의 영광을 찾는 자들, 아무것도 내세울 것이 없는 사람들을 무시하면서 자기 출세만 찾는 자들이 역사 속에 전쟁, 굶주림, 질병 등과 같은 숱한 재앙을 불러들여 무수한 사람들을 죽게 만든다. 홍수는 그런 역사상의 커다란 재앙들 속에서 드러나는 하나님의 심판을 가리킨다. 그런 재앙들은 사람들이 하나님의 뜻과 계획을 따르지 않고 자기네 뜻과 계획을 따르면서 제멋대로 놀아날 때 들이닥칠 비극적인 운명을 보여 준다. 올곧게 살면서 다른 사람들을 섬기는 사람들이야말로 다른 사람들을 이롭게 하고 세상을 더 아름답게 만드는 사람들이다.— 21세기 성경해설, 국제가톨릭성서공회

메소포타미아 홍수설화와 기독교의 홍수설화의 가장 큰 차이점은, 메소포타미아의 신들은 인간을 노예로서 만들어 자신들에게 제물을 바치고 신전을 지어 찬양하게 하기 위한 목적으로 인간을 만들었으나 그 수가 너무 많아 신들이 잠을 못잘 정도가 되자 한 쌍의 남녀만 남겨놓고 쓸어버린 것이고, 반면 기독교의 경우는 신이 인간의 죄악에 대해 벌을 내렸으나 유일하게 의로운 이만을 살려주었다는 것이 다르다. 즉, 메소포타미아 신화에서 인간은 신들이 자신들의 필요에 의해 노예로서 만들어낸 존재이나, 기독교의 경우는 신이 인간을 노예로서가 아니라 "신의 형상을 본따" 만든 존재라는 큰 차이점이 존재한다.

## 같이 보기
- 아브라함
  - 아브라함의 종교
  - 책의 사람들
- 노아
  - 셈
  - 함
  - 야벳
- 코카서스 인종
- 선민
- 지우수드라
- 영화
  - 노아 (영화)
- 프로레슬링 노아
- 전설
- 설화